# GW150914
GW150914 – zdarzenie astronomiczne zarejestrowane przez obserwatorium LIGO. Jest to pierwsze w historii zaobserwowanie zmarszczek czasoprzestrzeni powodowanych przez fale grawitacyjne. Jest ono zarazem potwierdzeniem jednej z najważniejszych konsekwencji ogólnej teorii względności Alberta Einsteina dotyczącej istnienia fal grawitacyjnych, jak również potwierdzeniem teorii o łączeniu się czarnych dziur.

## Misja LIGO

Schemat budowy jednego z dwóch identycznych detektorów LIGO, które działają w harmonii jako jedno obserwatorium

Podstawowym celem LIGO jest zaobserwowanie i próba lokalizacji źródeł fal grawitacyjnych, które powodują zmarszczki czasoprzestrzeni, przewidziane przez Alberta Einsteina w ogólnej teorii względności. Według teorii (obecnie potwierdzonej przez obserwacje LIGO), czym większa masa i szybszy ruch, tym zaburzenia przestrzeni większe oraz łatwiejsze do obserwacji przez naziemne detektory typu LIGO. Badanie Wszechświata przy pomocy detektorów fal grawitacyjnych to nowa dziedzina badań astronomicznych oraz uzupełnienie obserwacji prowadzonych poprzez obserwacje promieniowania elektromagnetycznego (w całym zakresie) oraz detektory neutrin. Przez rejestrowanie fal grawitacyjnych możliwa jest obserwacja największych kosmicznych zjawisk: fuzji par gwiazd neutronowych, czarnych dziur lub wybuchów supernowych.

## Odkrycie

Pomiary systemu LIGO wykonane przez instrumenty w Livingston (po lewej) i Hanford (po prawej) wraz z przewidywanymi wartościami teoretycznymi

14 września 2015 roku o godz. 09:50:45 UTC dwa detektory Laserowego Obserwatorium Interferometrycznego Fal Grawitacyjnych – LIGO (Laser Interferometer Gravitational Wave Observatory), znajdujące się w Livingston (w stanie Luizjana) i Hanford (w stanie Waszyngton), zarejestrowały fale grawitacyjne powstałe w wyniku zderzenia dwóch czarnych dziur. W czasie 0,2 s sygnał zwiększył częstotliwość z 35 do 250 Hz. Analiza statystyczna wykazała, że zdarzenie wyróżnia się spośród tła o 5,1 odchylenia standardowego. Po dokonaniu szczegółowej analizy sygnału potwierdzono, że fale pochodziły ze zderzenia dwóch czarnych dziur o masach około 29 i 36 mas Słońca. Do połączenia doszło 1,3±0,6 miliarda lat temu. W wyniku połączenia powstał obiekt o masie około 62 mas Słońca, a około 3 mas Słońca zostało zamienione na energię w postaci fal grawitacyjnych.
Z ogłoszeniem wyników obserwacji zwlekano do 11 lutego 2016. Powodem był czas potrzebny na dokładną analizę i weryfikację zebranych danych. Ostrożność była spowodowana również dążeniem do uniknięcia sytuacji sprzed dwóch lat, kiedy błędnie zinterpretowano obserwacje i ogłoszono rzekome wykrycie fal grawitacyjnych. W marcu 2014 naukowcy z Harvard-Smithsonian Center for Astrophysics ogłosili zaobserwowanie fal grawitacyjnych przy pomocy teleskopu BICEP (a konkretnie zniekształceń polaryzacji światła pochodzącego z pierwszych chwil po Wielkim Wybuchu, które miały dowodzić istnienia fal grawitacyjnych). Po dokonaniu bardziej szczegółowych analiz okazało się jednak, że zaobserwowane sygnały nie są wynikiem działania fal grawitacyjnych, lecz powoduje je pył w Drodze Mlecznej.

## Polski wkład
Wkład do badań nad wykryciem fal grawitacyjnych wnieśli polscy naukowcy pracujący w grupie POLGRAW, będącej członkiem projektu Virgo. Wśród nich było troje naukowców z Obserwatorium Astronomicznego UW: dr Izabela Kowalska zajmowała się analizą danych w ramach grupy poszukującej sygnałów z układów podwójnych obiektów zwartych, prof. Tomasz Bulik i prof. Krzysztof Belczyński zajmowali się badaniem astrofizycznych źródeł fal grawitacyjnych. W odkryciu uczestniczyła również prof. Dorota Gondek-Rosińska z Instytutu Astronomii Wydziału Fizyki i Astronomii Uniwersytetu Zielonogórskiego.

## Kolejne odkrycie
15 czerwca 2016 roku opublikowano drugie odkrycie o nazwie GW151226. Detekcji dokonano 26 grudnia 2015 roku. Tym razem zaobserwowano efekt zderzenia dwóch czarnych dziur o masach około 14,2 i 7,5 mas Słońca. Do połączenia doszło ok. 1,4 mld lat temu. W wyniku połączenia powstał obiekt o masie około 20,8 mas Słońca, pozostała część masy (około 1 {\displaystyle M_{\odot }}) została zamieniona w energię fal grawitacyjnych.